# Mamie Agigba Widia
 Mamie Agigba Widia (née à Gwaka le 27 janvier 1974) est une femme politique de la République démocratique du Congo et députée national, élue de la circonscription de Gemena dans la province du Sud-Ubangi,,.

## Biographie
Mamie Agigba est originaire du Sud-Ubangi. Elle est membre du groupement ADRP-G18.